# طب بيئي

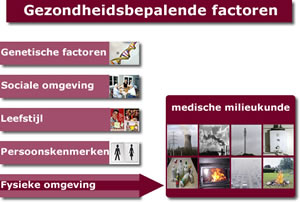

الطب البيئي هو مجال متعدد التخصصات يشمل الطب والعلوم البيئية والكيمياء وغيرها، يتداخل مع علم الأمراض البيئية. ويمكن اعتباره الفرع الطبي للمجال الأوسع للصحة البيئية. نطاق يتضمن هذا المجال دراسة التفاعلات بين البيئة وصحة الإنسان، ودور البيئة في التسبب في المرض أو التلاؤم، ويفترض هذا المجال التخصصي للدراسة الافتراض الأساسي بأن الصحة تتأثر بشكل كبير وبشكل كبير بالسموم البيئية معروف أكثر من السابق.
```
يمكن تصنيف العوامل البيئية المسببة للأمراض البيئية إلى: فيزيائية
```

• كيميائية
• بيولوجية
```
• اجتماعية (بما في ذلك متغيرات نفسية وثقافية) مريحة
• السلامة أي مزيج من المذكور أعلاه في الولايات المتحدة، الكلية الأمريكية للطب المهني والبيئي (OCOEM) يشرف على شهادة البورد للأطباء في الطب البيئي (والمهني). شهادة المجلس هذه غير معترف بها من قبل المجلس الأمريكي للتخصصات الطبية.
```

(* التركيز الحالي للطب البيئي)
```
بينما الطب البيئي مجال واسع، فإن بعض القضايا البارزة حاليًا تشمل:
• آثار استنفاد الأوزون والزيادة اللاحقة في 
الأشعة فوق البنفسجية
 على البشر فيما يتعلق بسرطان الجلد. 
```

• آثار الحوادث النووية أو آثار هجوم إرهابي بالقنابل القذرة والآثار الناتجة عن المواد المشعة والإشعاع على البشر.
• آثار المواد الكيميائية على البشر، مثل الديوكسين، خاصة فيما يتعلق بالتأثيرات الإنمائية والسرطان.
```
• التعرض لغاز 
الرادون
 في منازل الأفراد.
• تلوث الهواء والماء على صحة الأفراد. 
```

• التسمم بالزئبق والتعرض للإنسان مع تضمين الأسماك وحياة البحر في نظامهم الغذائي.
```
• 
التسمم بالرصاص
 من البنزين والطلاء والسباكة. 
```

• الأمراض المنقولة بالماء
• التسمم الغذائي
```
• 
جودة الهواء الداخلي
 وفقًا للتقديرات الأخيرة فقد حوالي 5 إلى 10٪ من سنوات العمر المعدلة للمرض (DALY) لأسباب بيئية. العامل الأكثر أهمية هو تلوث المواد الدقيقة في الهواء الحضري.
```

- (الطب النفسي)

يهتم الطب البيئي في المقام الأول بالوقاية. تعد العدوى أو الأمراض التي تنتقل عن طريق الأغذية والتي تنتقل عن طريق المياه (مثل الكوليرا والتهاب المعدة والأمعاء الناجم عن النوروفيروس أو العطيفة) شواغل نموذجية للطب البيئي، ولكن بعض الآراء في مجالات علم الأحياء الدقيقة ترى أن الفيروسات والبكتيريا والفطريات التي يدرسونها لا تقع في نطاق الطب البيئي إذا كان انتشار العدوى مباشرة من إنسان إلى إنسان. الكثير من علم الأوبئة، الذي يدرس أنماط المرض والإصابة، ليس ضمن نطاق الطب البيئي، ولكن على سبيل المثال وبائيات تلوث الهواء هو فرع نشط للغاية من الصحة البيئية والطب البيئي. عادة ما يقع أي إعاقة بمكون وراثي كبير خارج نطاق الطب البيئي، ولكن في أمراض مثل الربو أو الحساسية، يلزم تطبيق كل من الأساليب البيئية والوراثية.
)) «الطب البيئي - العسكري»
استخدم الجيش الأمريكي، منذ عام 1961 على الأقل، مصطلح «الطب البيئي» بمعنى مختلف عما ورد أعلاه. يُجري معهد أبحاث الطب البيئي التابع للجيش الأمريكي، في ناتيك، ماساتشوستس، بحثًا أساسيًا وتطبيقيًا لتحديد مدى تأثير التعرض للحرارة الشديدة والبرودة الشديدة والارتفاعات الأرضية العالية والمهام المهنية العسكرية والتدريب البدني وعمليات النشر والعوامل الغذائية صحة وأداء الأفراد العسكريين. البحث عن تأثير الملوثات البيئية على الأفراد العسكريين ليس جزءًا من مهمة USARIEM ، ولكنه يقع ضمن اختصاص مركز الجيش الأمريكي لأبحاث الصحة البيئية في فورت ديتريك بولاية ماريلاند.